# Gradient electroquímic
Un gradient electroquímic és una variació espacial tant del potencial elèctric com de la concentració de substància a través d'una membrana. Tots dos components són sovint deguts als gradients iònics (especialment gradients de protons), i d'ells pot resultar un tipus d'energia potencial disponible per a la realització de les diferents activitats cel·lulars. Això pot ser calculat com una mesura termodinàmica i combina els conceptes d'energia emmagatzemada en forma de potencial químic (que representa el gradient de concentració d'un ió a través d'una membrana cel·lular) i l'energia electroestàtica, (el que explica la tendència d'un ió a moure's en relació al potencial de membrana).

## Informació general
El potencial electroquímic és important en la química electroanalítica i en la indústria, en la qual té diverses aplicacions (bateries, piles de combustible ...). Constitueix una de les moltes maneres d'intercanvi d'energia potencial en les quals l'energia es conserva.
En els processos biològics, la direcció dels moviments iònics realitzats per difusió o transport actiu a través d'una membrana està determinada pel gradient electroquímic. En els mitocondris i els cloroplasts, els gradients de protons s'utilitzen per generar un potencial quimiosmòtic (que és també conegut com a força motriu protònica). Aquesta energia potencial és utilitzada per a la síntesi d'ATP a través de la fosforilació oxidativa.
Un gradient electroquímic està constituït per dos components. En primer lloc, el component elèctric, el qual s'origina a causa de la diferència de càrregues a través de la membrana lipídica. En segon lloc, el component químic és causa de la diferència de concentració d'ions a banda i banda de la membrana. La combinació d'aquests dos factors determina la favorable direcció termodinàmica per al moviment d'un ió a través de la membrana.
El gradient electroquímic és anàleg a la pressió hidroestàtica a través d'una presa hidroelèctrica. Les proteïnes de transport de membrana, tals com la bomba de sodi-potassi, són equivalents a les turbines que converteixen l'energia potencial de l'aigua en altres formes d'energia física o química i els ions que travessen la membrana són equivalents a l'aigua que finalitza a la part inferior de la presa. A més, l'energia pot ser utilitzada per bombar l'aigua fins al llac que es troba a sobre de la presa. De manera semblant, l'energia química de les cèl·lules pot ser utilitzada per a crear gradients electroquímics.

## Química
El terme se sol aplicar en contextos en els quals es produeix una reacció química, com els que impliquen la transferència d'un electró en un bateria d'elèctrodes. En un bateria, a causa del moviment dels ions, el potencial electroquímic creix i equilibra l'energia de reacció dels elèctrodes. El voltatge màxim que es pot produir en una reacció de bateries es diu de vegades potencial electroquímic estàndard d'aquesta reacció. En els casos relacionats concretament amb el moviment de soluts amb càrrega elèctrica, el potencial és sovint expressat en unitats de volts.

## Context biològic
A la biologia, el terme s'utilitza de vegades en el context d'una reacció química, en concret per a descriure la font d'energia per a la síntesi química d'ATP. En termes més generals és utilitzat per caracteritzar la tendència de difusió dels soluts a través d'una membrana, un procés que no implica una transformació química.

## Gradients iònics
Pel que fa a una cèl·lula, un orgànul o un compartiment subcel·lular, la tendència d'un solut amb càrrega elèctrica, com un ió de potassi K +, per moure's a través de la membrana, es decideix en funció de la diferència de potencial electroquímic a banda i banda de la membrana, tenint en compte tres factors: 
- La diferència en la concentració de solut a banda i banda de la membrana.
- La valència de la molècula del solut.
- La diferència de voltatge entre els dos costats de la membrana (potencial de membrana o Vm).

La diferència de potencial electroquímic d'un solut és igual a zero en el seu "potencial d'inversió", voltatge transmembrana en el qual el flux net del solut a través de la membrana és també igual a zero. Aquest potencial s'obté teòricament de dues maneres possibles: o bé per l'equació de Nerst (per als sistemes d'una espècie de ions permeables) o per l'equació de Goldman-Hodgkin-Katz (utilitzat quan hi ha presència de més d'una espècie de ions permeables). El potencial electroquímic es mesura en el laboratori utilitzant elèctrodes de referència.
Sovint s'utilitzen ATPasa transmembrana o proteïnes transmembrana amb dominis ATPasa per a l'elaboració i la utilització de gradients iònics. L'enzim Na + / K + ATPasa utilitza ATP per crear un gradient d'ions de sodi i un gradient d'ions de potassi. El potencial electroquímic és utilitzat per emmagatzemar energia. L'acoblament quimiosmòtic és una de les múltiples maneres per les quals una reacció termodinàmicament desfavorable pot ser conduïda per una reacció termodinàmicament favorable. El cotransport de ions per simportadors i antiportadors és comunament utilitzat per moure de manera activa ions a través de les membranes.

## Gradient de protons
El gradient de protons pot ser utilitzat com a mitjà d'emmagatzematge energètic per a la producció de calor i rotació flagelar. A més, és una forma d'energia interconvertible en transport actiu, generació de potencial electrònic, síntesi de NADPH i síntesi / hidròlisi d'ATP.
La diferència de potencial electroquímica a banda i banda de la membrana en mitocondris, cloroplasts, bacteris i altres compartiments de membrana que realitzen transport actiu utilitzant bombes de protons, és a vegades anomenada potencial quimiosmòtic o força motriu de protons. En aquest context, els protons es solen considerar per separat utilitzant les unitats de concentració o de pH.
Força motriu protònica
A cada lloc d'acoblament són expulsats dos protons, generant la força motriu de protons (PMF). L'ATP es crea indirectament utilitzant el PMF com a font d'energia. Cada parell de protons produeix una molècula d'ATP.
Alguns arqueus (els més notables entre ells són els halobacteris), creen gradients de protons mitjançant el bombament de protons del medi ambient amb l'ajuda de l'enzim bacteriorodopsina solar impulsada, que s'utilitza en aquest cas per impulsar el motor molecular enzim ATP sintetasa per fer els canvis necessaris en la conformació perquè pugui ser sintetitzat ATP. Els bacteris poden crear també gradients de protons mitjançant la utilització de la ATLP sintetasa en sentit invers, i s'utilitzen per a conduir els flagels.
El F1F0 ATP sintetasa és un enzim reversible. Quantitats d'ATP suficient fan que creï un gradient de protons a banda i banda de la membrana. Aquest procés és utilitzat per bacteris que realitzen la fermentació, les quals no tenen una cadena de transport electrònic, i hidrolitzen ATP per crear un gradient de protons (per als flagels i el transport de nutrients a l'interior de la cèl·lula).
En bacteris que respiren sota condicions fisiològiques, l'ATP sintetasa sol anar en direcció oposada, creant ATP al mateix temps que utilitza la força motriu protònica creada per la cadena de transport d'electrons com a font d'energia. El procés global de creació d'energia d'aquesta manera s'anomena fosforilació oxidativa. El mateix procés té lloc en els mitocondris, on l'ATP sintetasa es troba a la membrana mitocondrial interna, de manera que la part F1 s'uneix a la matriu mitocondrial, on té lloc la síntesi d'ATP.